# Boško Kućanski
Boško Kućanski (* 29. Mai 1931 in Krbavica, bei Plitvička Jezera, Kroatien; † 12. November 2016) war ein bosnischer Kunsthistoriker und Bildhauer.

## Werdegang
In jungen Jahren fing er an, sich für die Kunst zu begeistern, und beschäftigte sich mit der Herstellung von Tonskulpturen. Kućanski studierte Zahnmedizin an der Universität in Belgrad und Medizin an der Universität in Sarajevo. Nachdem er seine beiden Studien erfolgreich absolviert hatte, wandte er sich wieder der Kunst zu und fing an der Universität in Belgrad an, Kunstgeschichte zu studieren. Nebenbei arbeitete er als ordentlicher Professor an der Fakultät für Zahnmedizin und als Gastprofessor an der Akademie der Schönen Künste der Universität Sarajevo.

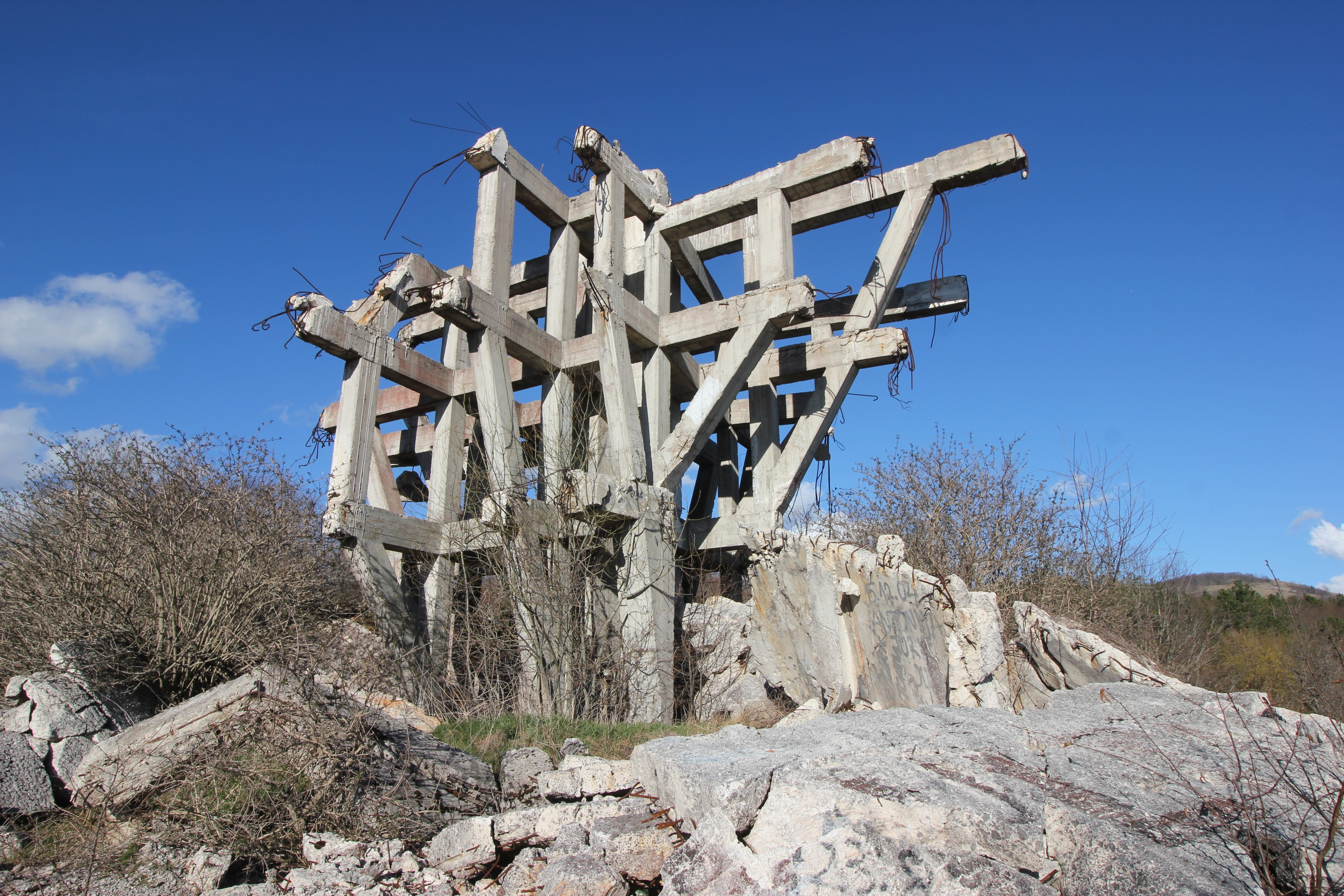
Titos Faust

In seiner künstlerischen Laufbahn schuf er reichlich Skulpturen, Zeichnungen und Gemälde. Sein bedeutendstes Werk ist das Denkmal auf Makljen mit dem Titel Titos Faust, auch Poet genannt, das jedoch im Jahr 2000 von Vandalen zerstört wurde. Er erhielt 37 nationale und internationale Auszeichnungen und war Mitglied der Akademie der Wissenschaften und Künste von Bosnien und Herzegowina und der International Association of Plastic Artists der UNESCO. Bis zu seinem Tod am 12. November 2016 lebte und arbeitete er in Sarajevo.